# گروه والورا
گروه والورا (انگلیسی: Valora Group) شرکت انتشارات سوئیسی است، که در سال ۱۹۰۵ تأسیس شد.